# Kaple blahoslaveného císaře Karla (Hořovičky)
Kaple blahoslaveného císaře Karla I. u Hořoviček je malá výklenková kaple stojící na území obce Hořovičky v okrese Rakovník. Vznikla rekonstrukcí a znovuvysvěcením zchátralé kaple neznámého zasvěcení v roce 2012.

## Poloha
Kaplička stojí na kraji lesa u staré lesní cesty spojující vesnice Hokov (část obce Hořovičky) a Děkov. Zároveň se nachází asi 50 metrů od silnice I/6, z níž je dobře viditelná.
Kaplička se nachází na pozemku obce Hořovičky, v katastrálním území Hokov, ale není zapsána v katastru nemovitostí.
V těsné blízkosti kapličky je plánována trasa dálnice D6.

## Historie
Kaplička byla vystavěna v pozdně barokním slohu, rok stavby ani původní zasvěcení kapličky není známo. Dlouhá desetiletí byla v dezolátním stavu, měla rozpadlou střechu a chybějící omítku.
Obec Hořovičky opravu kapličky neplánovala z důvodu chybějících finančních prostředků a polohy v trase chystané dálnice. V roce 2010 si kapličku jako velmi ohroženou vytipovala občanská sdružení Kapličky Koruny české a Regula Pragensis a během následujících let ji opravila – průběh rekonstrukce vedl architekt Jan Bárta, který se opravami kapliček dlouhodobě zabývá. Zdivo kaple bylo staticky zajištěno a následovaly štukatérské práce, kdy byly obnoveny profily na štítu a kaplička opatřena novou vápennou omítkou.
Vzhledem k tomu, že původní zasvěcení kapličky nebylo známé, iniciátoři rekonstrukce rozhodli o novém zasvěcení blahoslavenému Karlovi I.
Kapličku slavnostně vysvětil 31. března 2012 Václav Kružík, farář z Petrovic u Rakovníka. Obřadu se zúčastnil Sbor rakovnických ostrostřelců, příslušníci vojenských jednotek Klubu Vojenské historie v Rakovníku a Svaz c. k. vojenských vysloužilců zemí Koruny české.
Podle starosty Hořoviček Ivana Fidese uskutečněná rekonstrukce kapličku zachránila, neboť při výstavbě dálnice se bude muset počítat s jejím zachováním, ať už v současné poloze nebo přesunuté.
Podle informací z března 2023 dojde v souvislosti se stavbou dálnice D6 k přesunu kapličky přibližně o 20 metrů od stávající polohy. Umístěna bude na nové betonové desce o rozměrech 3,8 × 2,7 metru se štěrkopískovým podsypem.

## Výzdoba
Výklenek kapličky je vymalován modrou barvou a nenese žádnou figurální výzdobu, pouze nápis připomínající Karla I., rakouského císaře a českého krále:
 +BEATUS+

 

 +CAROLUS PRIMUS+

 

 +HABSB+

 +LOTHRING+

 +IMP+AUSTR+

 +REX BOHEM+

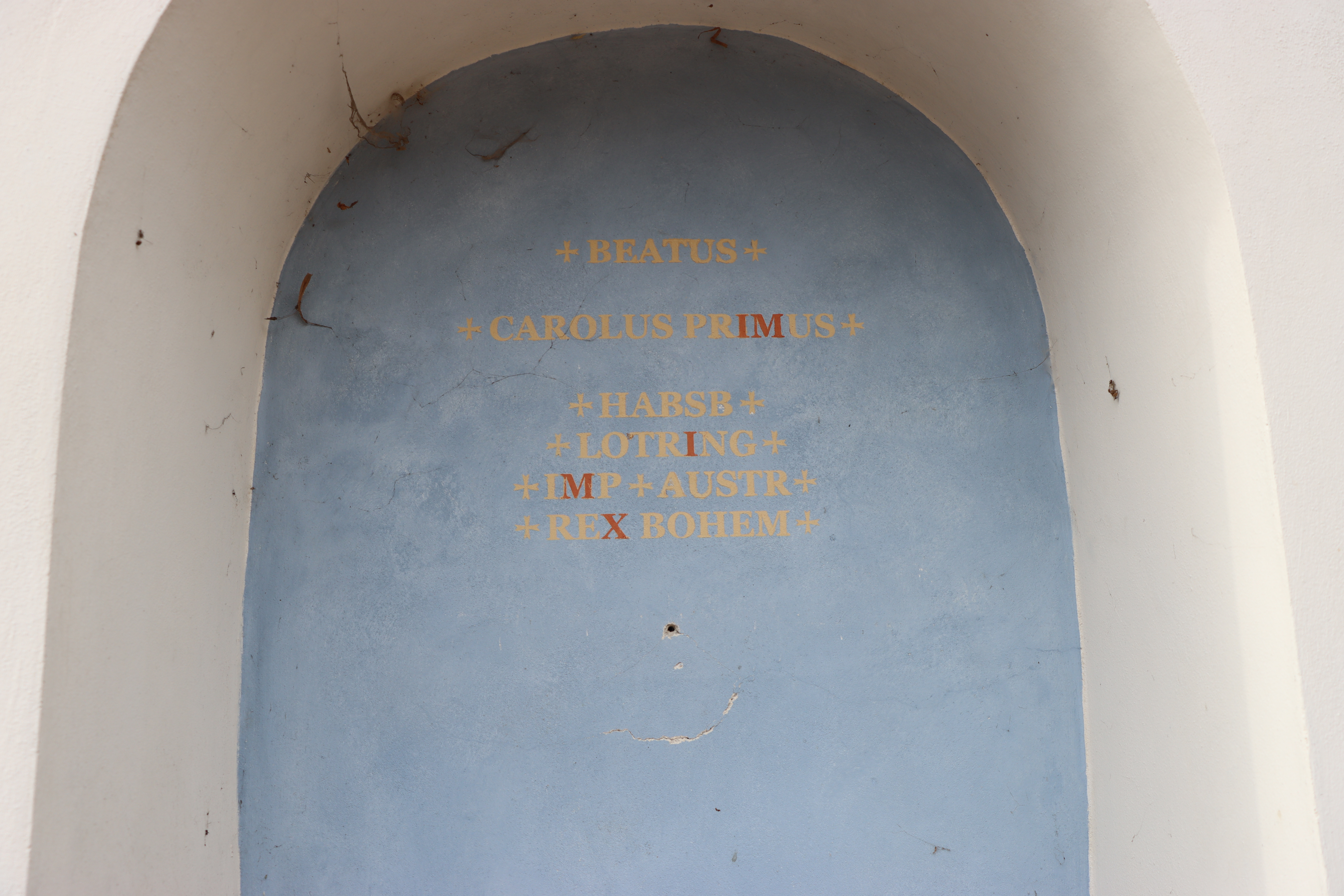
Nápis na kapličce

Červeně je vyznačen chronogram MMXII – tedy letopočet obnovy, 2012.